# 지오바니 빈치

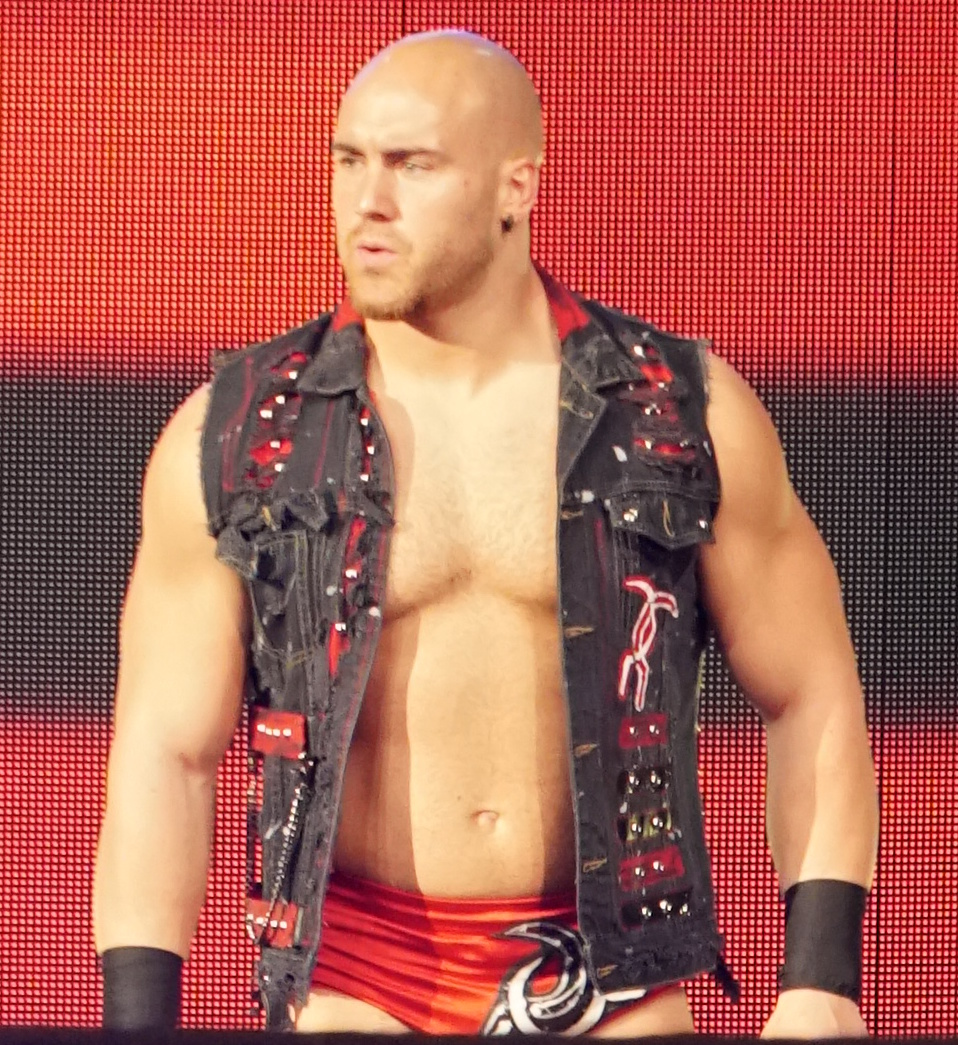

자오바니 빈치(Giovanni Vinch, 1989년 8월 21일 ~ )는 본명은 파비앙 아이흐너(Fabian Aichner)다. 키는 184cm(6 ft 0 in)에다가 몸무게는 109kg(240 lb)나가는데 주로 2011년 프로레슬링 입문으로 밝히는 바다. 이탈리아의 남자 프로레슬링선수다. 피니쉬는 아스따 라 비스따(스피닝 싯아웃 파워밤)으로 사용을 하는 그런 피니쉬인데 주로 스페인어라고 부르는 사건이 있었다. 그리고 빈치 코드(리프팅 싯아웃 파워밤)으로 사용을 하거나 그리고 다이빙 프로그 스플래쉬, 데스 벨리 드라이버로 사용을 한다. 한때 WWE 임페리움에서 활동을 했지만 안타 깝게도 2024년 4월 22일 WWE Raw에서 카이저에게 배신을 당해서 임페리움에서 속출 당한다. 이제는 못 볼지도 모르지만 방출 소속이 나면 난리다. 하지만 유러피안 어퍼컷, 웨이스트 락도 잘하는 편이지만 포어암 클럽도 여러가지 기술 사용을 한다. 오버헤드 찹도 가능하다.

## Professional wrestling highlights
- Finishing moves
  - Death valley driver
  - Diving frog splash
  - Hasta La Vista (Spinning sitout powerbomb)
  - Vinch code (Lifting sitout powerbomb) - 2022
- Signature moves
  - Arm drag
  - Body slam
  - Brainbuster
  - Coner springboard plancha
  - European upercut
  - German suplex
  - Leg caught lariat
  - Multiple chop variations
    - Back
    - Knife edge
    - Overhand

  - Powerbomb#Release powerbomb#Release Powerbomb
  - Rolling fireman's carry slam followed by a springboard Moonsault
  - Running lariat
  - Running dropkick
  - Shoulder tackle
  - Springboard crossbody
  - Springboard Tornado DDT
  - Stun Gun (Snake eyes)
  - Tilt-a-whirl backbreaker
  - Triangle Moonsault plancha
  - Waist lock
  - Waist lock toss
- With Marcel Barthel / Ludwig Kaiser
  - Finishing moves
    - European Bomb / Imperium Bomb (Delayed spinebuster (Giovanni) and diving European upercut (Ludwig) combination)

  - Signature moves
    - Double flapjack
    - Double mat slam
- Nicknames
  - "Exceptional Italian"
  - "Italian Roughneck"
  - "Italian Stallion of NXT"
  - "Mean Machine"
  - "Next Level"
  - "Pride of Italy"
- Entrance themes
  - "Diamond Eyes (Boom-Lay Boom-Lay Boom)" by Shinedown (Independent circuit; 2011-2017)
  - "Level Up" by CFO$ (WWE NXT UK/WWE NXT; 2017-2019)
  - "Symphony No. 9 - Allegro Con Fuoco (AstraVexuitar version)" by Antonín Dvořák (WWE NXT UK/WWE NXT; 2019-2022; used as a member of the Imperium)
  - "Mirror Shades" by Def Rebel (WWE NXT; 2022)
  - "General" by Def Rebel (WWE; 2022; used as a member of Imperium)
  - "Prepare To Fight" by Def Rebel (WWE; 2022-2023; used as a member of Imperium)
  - "Sacred" Def Rebel (WWE; 2023-2024; used as a member of Imperium)

## 수상
- COW 월드 인터스테이트웨이트 챔피언 (1회)
- 킹 오브 더 내셔널 토너먼트 (2004)
- 애볼루션 챔피언 (1회)
- NEW 월드 하드코어웨이트 챔피언 (1회)
- NEW 월드 헤비웨이트 챔피언 (2회)
- NEW 월드 태그팀웨이트 챔피언 (1회) - 멕스
- POW 월드 태그팀웨이트 탬피언 (1회) - 제임스 메이슨
- 랭크드 넘버 238 오브 더 탑 500 싱글즈 레슬링 온 더 탑 PWI 500 인 2020
- WWE NXT 월드 태그팀 챔피언 (2회) - 마르셀 바텔